# Pontiac Aztek
Pontiac Aztek — среднеразмерный кроссовер, выпускавшийся с июля 2000 по август 2005 года подразделением Pontiac концерна General Motors.

## Описание
Впервые Pontiac Aztek был представлен в 1999 году. Он был разработан под руководством Тома Питерса, который позже разработал Chevrolet Corvette (C7). Журнал Businessweek заявил, что Aztek должен был ознаменовать ренессанс дизайна для GM и «сделать заявление о разрыве с инстинктом осторожности GM». Один дизайнер сказал, что в процессе проектирования Aztek был сделан «агрессивным». Главный дизайнер Том Питерс сказал: «Мы хотели сделать смелый, бросающийся в глаза автомобиль, который не для всех». В исследовании Business Week за 2000 год говорится, что Aztek был «первым неуклюжим шагом к инновациям со стороны компании, которая избежала этого пути», сравнивая «фиаско с переделкой Ford Taurus 1996 года».
Pontiac Aztek подвергся критике за свой стиль. Микки Каус описал Aztek как имеющий «неуклюже пустые и квадратные передние колёсные ниши» и «беспричинную, свирепую животную морду», что, возможно, и побудило нового руководителя GM Боба Лутца сказать, что многие продукты компании выглядят как «сердитые кухонные приборы». Джеймс Холл, вице-президент AutoPacific Inc оценил Aztek как один из десяти самых уродливых автомобилей всех времён. Карл Брауэр, генеральный директор и главный редактор TotalCarScore.com, сказал, что Aztek отличался «ужасными пропорциями, завёрнутыми в пластиковую обшивку кузова» и «выглядел как универсал, растянутый автомобильной бомбой».

## Продажи
| Год  | США    | Мексика |
| ---- | ------ | ------- |
| 2000 | 11,201 |         |
| 2001 | 27,322 |         |
| 2002 | 27,793 |         |
| 2003 | 27,354 |         |
| 2004 | 20,588 |         |
| 2005 | 5,020  | 90      |
| 2006 | 347    |         |
| 2007 | 69     |         |

## Галерея

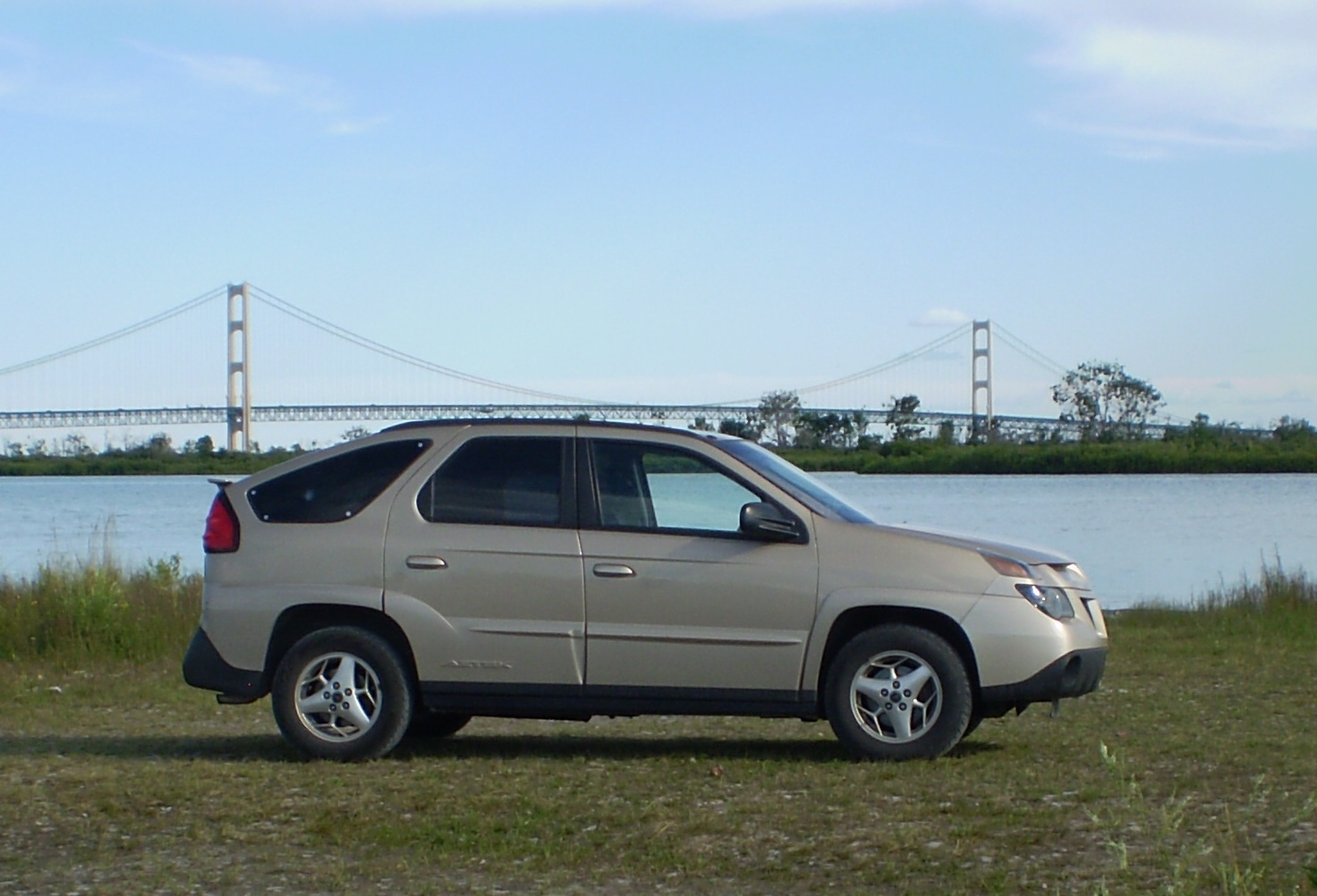
Вид сбоку
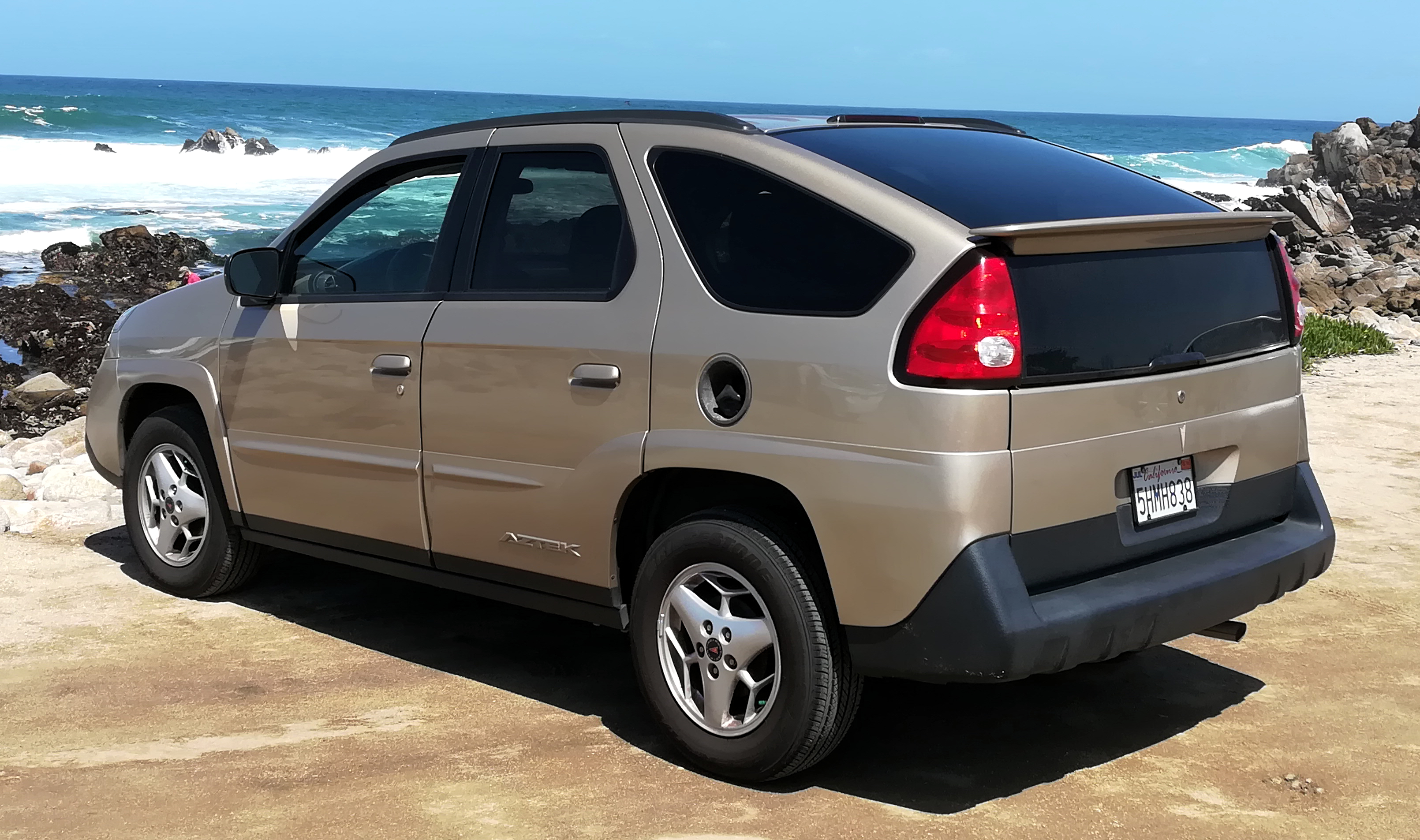
Вид сзади
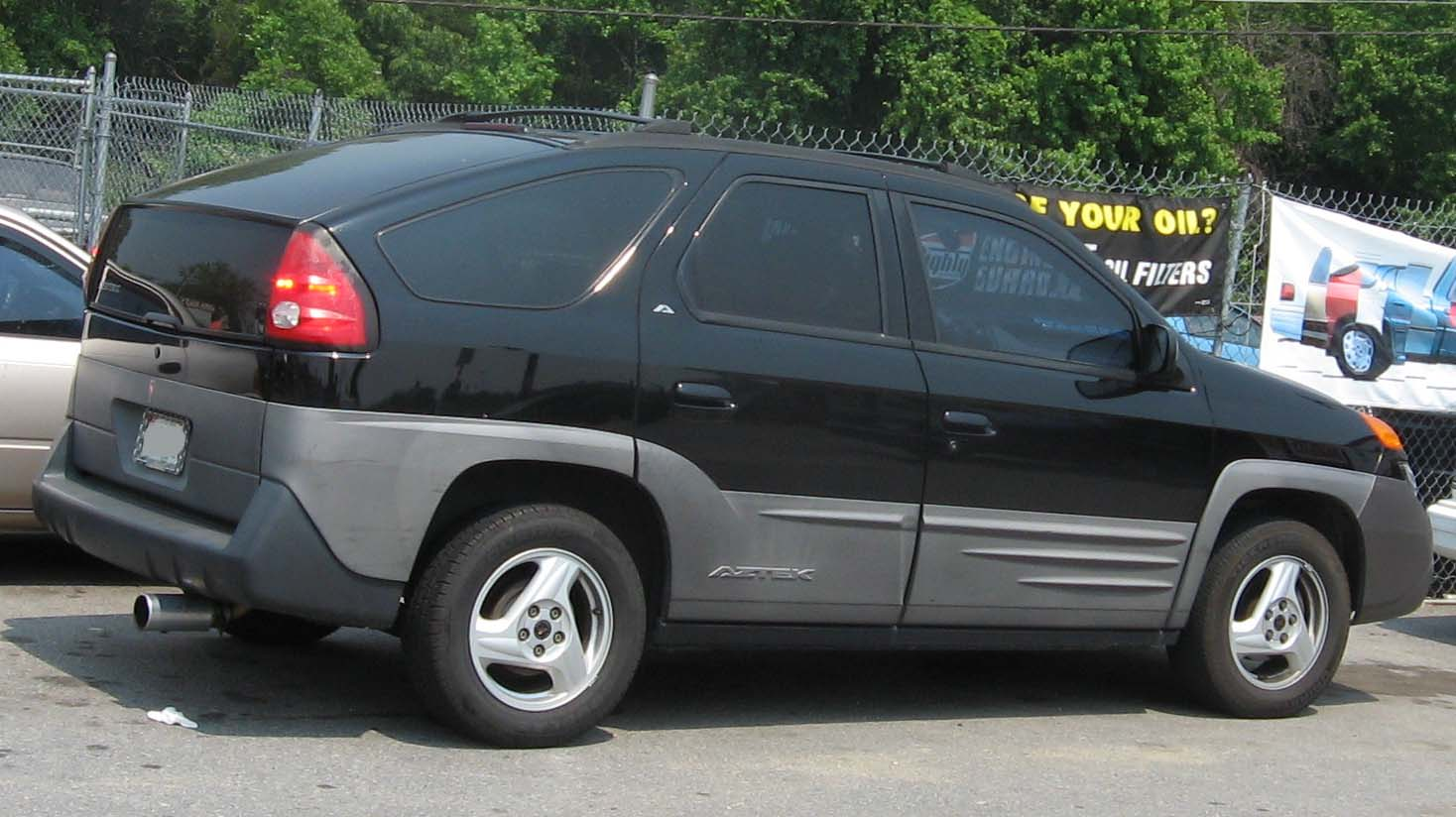
2001 Pontiac Aztek
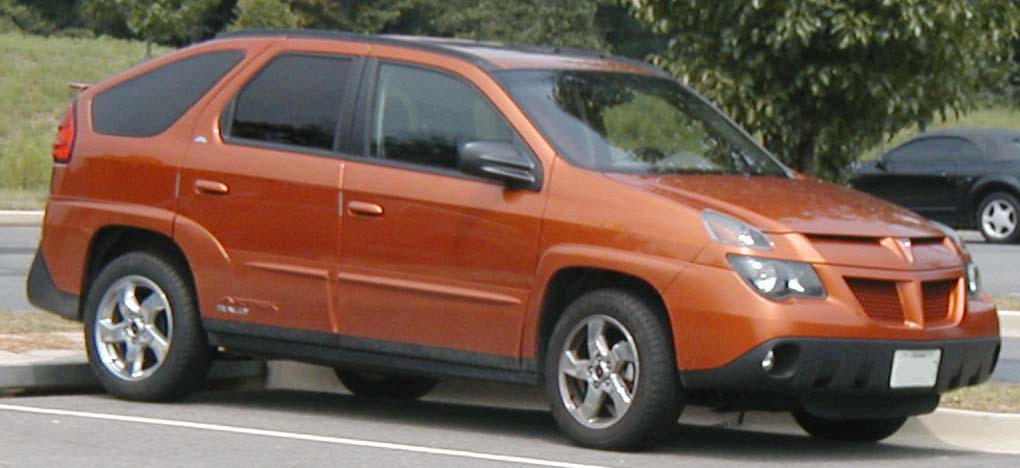
2002—2005 Pontiac Aztek